# Deltron 3030
Deltron 3030 is een alternatieve hiphop supergroep bestaande uit Dan the Automator, rapper Del tha Funkee Homosapien en DJ Kid Koala.

## Discografie
- Deltron 3030 (2000)
- Deltron Event II